# M'sieur la Caille
Pour plus de détails, voir Fiche technique et Distribution.
M'sieur La Caille est un film français réalisé par André Pergament et sorti en 1955.

## Synopsis
Pépé la Vache, qui convoite Fernande une respectueuse, dénonce son protecteur : Dominique le Corse, qui est arrêté. Mais Fernande est attirée par Jésus la Caille aux mœurs douteuses. Intimidé par Pépé, la Caille s'éloigne. Fernande hésite entre la Caille et Pépé. Dominique s'évade et survient au moment où Pépé menace Fernande. Il le tue. La Caille, plus lâche que jamais est épouvanté. Le Corse s'enfuit, alors que Fernande s'accuse du meurtre de Pépé.

## Fiche technique
- Titre : M'sieur la Caille
- Réalisation : André Pergament, assisté de Victor Merenda
- Scénario : d'après le roman de Francis Carco : Jésus-la-Caille
- Adaptation : Frédéric Dard, André Pergament
- Dialogue : Frédéric Dard
- Décors : Claude Bouxin
- Costumes : Paulette Coquatrix
- Photographie : Michel Rocca
- Opérateur : Marcel Franchi
- Musique : Joseph Kosma, Francis Carco
- Montage : Fanchette Mazin
- Son : Séverin Frankiel
- Maquillage : Marcel Occelli
- Coiffures : Simone Knapp
- Photographe de plateau : Michel Ranson
- Script-girl : Ghislaine du Sire
- Régisseur : André Baud
- Production : S.P.I.C, Paris-Nice Productions, S.O.P.A.D.E.C
- Chef de production : Jacques Santu
- Directeur de production : Pierre Audouy
- Producteur associé : Marius Lesœur
- Distribution : S.N.C
- Tournage du 18 avril au 27 mai 1955
- Pays de production :  France
- Pellicule 35 mm, noir et blanc en Cinémascope
- Genre : Policier
- Durée : 82 min
- Première présentation :
  - France : 09 septembre 1955
- Affiche : Joëlle Marquet (France)

## Distribution
- Jeanne Moreau : Fernande, la prostituée
- Philippe Lemaire : Jésus La Caille
- Marthe Mercadier : Bertha
- Roger Pierre : Pépé La Vache
- Robert Dalban : Dominique, Le Corse
- Fernand Sardou : Riri
- Yva Bella : Ginou
- Lucien Frégis : le bistrot
- Jackie Rollin : la femme de Riri
- Annie Fargue : la Puce
- Pierre Repp : le Marquis
- Lucien Desagneaux : un consommateur
- Gaston Orbal : le client
- Guy Henry ou Robert Mercier : un habitué du bistrot
- Nano Ascione
- Odette Grandjean : une fille
- Paul Bisciglia : Loupé
- Jackie Molho : une fille
- Pomme : la logeuse
- Anne Olivier : une fille
- Simone Sylvestre : une fille
- Ariane Lancell : une fille
- Évelyne Rey : une fille
- Anne Sandri : une fille
- Max Doria
- Georges Dumas
- Yves Gabrielli : Bambou
- Micheline Dax
- Virginie Vitry